# Поґожелець (Ґарволінський повіт)
Поґожелець (пол. Pogorzelec) — село в Польщі, у гміні Мацейовиці Ґарволінського повіту Мазовецького воєводства.
Населення — 168 осіб (2011).
У 1975-1998 роках село належало до Седлецького воєводства.

## Демографія
Демографічна структура станом на 31 березня 2011 року:
|          | Загалом | Допрацездатний вік | Працездатний вік | Постпрацездатний вік |
| -------- | ------- | ------------------ | ---------------- | -------------------- |
| Чоловіки | 91      | 32                 | 51               | 8                    |
| Жінки    | 77      | 20                 | 43               | 14                   |
| Разом    | 168     | 52                 | 94               | 22                   |